# Скотт, Дональд
Дональд И. «Дон» Скотт (англ. Donald E. „Don“ Scott; 23 июля 1928, Дерби, Великобритания — 13 февраля 2013, там же) — британский боксер, серебряный призёр летних Олимпийских игр в Лондоне (1948).

## Спортивная карьера
Начал заниматься боксом в возрасте 12 лет в Arboretum Boxing Club. В 17 лет был финалистом чемпионата Ассоциации любительского бокса. На летних Олимпийских играх в Лондоне (1948) завоевал серебряную медаль в полутяжелом весе. В 1950 г. стал чемпионом Игр Содружества в Окленде.
В 1950 г. начал карьеру профессионала боем против своего соотечественника Рэя Уилдинга, завершив его в пятом раунде техническим нокаутом. В 1951 г. ему удалась серия из шести побед нокаутом. В феврале 1953 г. он выиграл вакантный британский титул чемпиона Midland-Area в полутяжелом весе в поединке против Теда Моргана. Свой последний профессиональный бой он провел в 1953 г., победив в восьми раундах своего соотечественника Уолли Кёртиса. На профессиональном ринге одержал 16 побед при 5 поражениях.
По завершении спортивной карьеры работал в ряде электросетевых и инженерных кампаний, тренировал начинающих боксеров в родном Дерби. Был одним из шести участников эстафеты олимпийского огня в Дерби 29 июня 2012 г.